# Aeropuerto de Nueva Loja
El Aeropuerto de Nueva Loja (IATA: LGC; OACI: SENL) es un aeropuerto regional ubicado a 3 km al este de la ciudad de Nueva Loja, en Ecuador. Es utilizado mayormente por pilotos de aviones privados, aunque también se operaban vuelos regulares hacia Quito. En 2009, el aeropuerto fue cerrado para remodelaciones, y reinaugurado el 12 de enero de 2010 por el entonces presidente Rafael Correa.

## Instalaciones
El aeropuerto cuenta con una terminal que puede servir a 150.000 pasajeros en un año. En esta terminal se ofrecen distintos tipos de servicios aeroportuarios: mostradores de aerolíneas, restaurantes, puntos de seguridad, presencia militar y enfermería. En la parte exterior del aeropuerto hay un estacionamiento con capacidad para unos 220 automóviles, vigilado por las autoridades locales.
En lo referente a las capacidades, el aeropuerto puede recibir aviones como los Airbus A318, A319, A320, A320neo, A321, A321neo e incluso el Airbus A330-200; Boeing 717, 737 Classic, 737 Next Generation y 737 MAX y 757-200. Además, podrá operar todos los modelos Bombardier CRJ100/200 y CRJ700/900/1000, De Havilland Canada Dash 8, Embraer E-Jets, E-Jets E2, ATR 42 y ATR 72 sin mayores problemas, esto gracias a su pista de hormigón de 2300 metros de largo por 45 de ancho. Además, el aeropuerto cuenta con hangares, con el personal y con equipos adecuados para prestar mantenimiento a estos aviones. 

## Remodelación
En octubre de 2009, el entonces presidente, Rafael Correa, aprobó créditos para la remodelación y modernización del aeropuerto. Entre las áreas que serían mejoradas se encontraban la pista, en la cual se tuvieron que remover 7 centímetros de asfalto para que esta quedase pareja, la instalación de nuevos equipos de seguridad aeroportuaria (detectores de metales, rayos X y cámaras de seguridad), la construcción de dos nuevos hangares y la remodelación total del interior de la terminal. La remodelación se terminó 28 días antes de la fecha prevista por los ingenieros a cargo de la obra. El 12 de enero de 2010, el entonces presidente, Rafael Correa, inauguró las nuevas instalaciones del aeropuerto, a la vez que la línea aérea estatal, TAME, anunciaba el inicio de operaciones hacia y desde el aeropuerto. 
Actualmente el Aeropuerto de Nueva Loja es el de aeropuerto más importante de la Provincia de Sucumbíos. Destaca por el elevado número de operaciones chárter; sin embargo, no opera vuelos regulares desde 2020, cuando Aeroregional tomó el relevo de TAME tras su cese sus operaciones.

## Destinos
En la actualidad no se operan vuelos regulares en este aeropuerto.

### Antiguos destinos
| Destino          | Aeropuerto                              | Aerolínea    | Años de operación |
| ---------------- | --------------------------------------- | ------------ | ----------------- |
| Quito, Pichincha | Aeropuerto Internacional Mariscal Sucre | AeroGal      | 2011-2013         |
| Quito, Pichincha | Aeropuerto Internacional Mariscal Sucre | Aeroregional | 2020-2020         |
| Quito, Pichincha | Aeropuerto Internacional Mariscal Sucre | Ícaro Air    | 2001-2009         |
| Quito, Pichincha | Aeropuerto Internacional Mariscal Sucre | Saereo       | 2002-2009         |
| Quito, Pichincha | Aeropuerto Internacional Mariscal Sucre | TAME         | 2010-2020         |
| Quito, Pichincha | Aeropuerto Internacional Mariscal Sucre | VIP Ecuador  | 2001-2012         |

## Estadísticas
|            | Pasajeros |
| Nacionales |           |
| ---------- | --------- |
| 2016       | 34.423    |
| 2017       | 23.497    |
| 2018       | 28.663    |
| 2019       | 28.749    |
| 2020       | 19.142    |
| 2021       | 2.592     |
| 2022       | 6.097     |
| 2023       | 13.051    |